# فرودگاه سندفیورد، تورپ
فرودگاه سندفیورد، تورپ (به انگلیسی: Sandefjord Airport, Torp) (به زبان بومی: Sandefjord lufthavn, Torp) یک فرودگاه همگانی ۱۸۴۲۵۶۱ با کد یاتا TRF است که یک باند فرود بله دارد و طول باند آن آسفالت متر است. این فرودگاه در کشور نروژ قرار دارد و در ارتفاع ۸۷ متری از سطح دریا واقع شده است.

## شرکت‌های هواپیمایی و مقصدهای پروازی
| شرکت‌های هواپیمایی                | مقصدهای پروازی |
| -------------------------------- | --- |
| کاال‌ام اجرا توسط کی‌ال‌ام سیتی‌هاپر | اسخیپول آمستردام |
| نروجین ایر شاتل                  | آلیکانته-الچه، گرن کناریا، مالاگا فصلی: پالما د مایورکا |
| رایان‌ایر                         | آلیکانته-الچه، اوریو آل سریو، گدایسک لخ والسا، گرن کناریا، هامبورگ (آغاز از ۳۰ اکتبر ۲۰۱۷)، جان پل دوم کراکوف-بالیس، منچستر، پوزنان-لاویکا (آغاز از ۲۹ اکتبر ۲۰۱۷), وارساو مادلن، وروتسواف کوپرنیکوس (آغاز از ۲۸ اکتبر ۲۰۱۷) فصلی: استانستد لندن، مالاگا، تنریف جنوبی |
| ویدروئه                          | فلسلند برگن، کپنهاگ، سولا استاوانگر، ورنس تروندهایم فصلی: ترومسا، هارستاد/نارویک اونس |
| ویز ایر                          | هنری کواندا، گدایسک لخ والسا، کاتوویتس، لوبلین، ستیزتنو ستیزمان، پوزنان-لاویکا، ریگا، اسکندر کبیر اسکوپیه، سولیدارنوشج شچچن-جولینیو, ویلنیوس، شوپن ورشو، وروتسواف کوپرنیکوس                                                                                           |